# Cyphomyrmex cornutus
Cyphomyrmex cornutus es una especie de hormiga del género Cyphomyrmex, tribu Attini, familia Formicidae. Fue descrita científicamente por Kempf en 1968.
Se distribuye por Brasil, Colombia, Costa Rica, Ecuador, Guayana Francesa, Panamá y Perú. Se ha encontrado a elevaciones de hasta 1350 metros. Habita en bosques húmedos y selvas tropicales.